# FC Blue Stars Zürich
Der FC Blue Stars Zürich ist ein Fussballverein in Zürich (Schweiz). Er wurde 1898 gegründet und ist Mitglied des Schweizerischen Fussballverbandes.

## Fussball
Der FC Blue Stars spielte zwischen 1916 und 1934 in der höchsten Liga der Schweiz. Heute ist er in der 3. Liga vertreten.
Seit vielen Jahren legt der FC Blue Stars Zürich grossen Wert auf die Nachwuchsarbeit. Aktuell spielen die B-Junioren in der Coca-Cola Youth League, Aktuell sind 19 Mannschaften (10 Herren und 9 Frauen) für die entsprechenden Meisterschaften gemeldet.
Der FC Blue Stars Zürich gründete am 3. Dezember 1938 das Blue Stars Turnier, dem heutigen Blue Stars/FIFA Youth Cup.

### Bekannte Trainer
- Louis Mauer (1943–1945)
- Rudi Gutendorf (1954–1955)
- Harry Koch (1963–1966)
- Werner Leimgruber (1971–1974)
- Petar Alexandrov (2001–2004, 2013)

### Nationalspieler, welche als Junioren oder später beim FC Blue Stars gespielt haben
- Jacques Bürgin (Anzahl Länderspiele CH 2 / Erster Einsatz im Jahr 1910)
- Jean Kempf (CH 4 / 1917)
- Gottfried Bollinger (CH 2 / 1918)
- Eduard Rappold (CH 1 / 1918)
- Alfred Amiet (CH 2 / 1927)
- Hermann Springer (CH 37 / 1929)
- Gustav Schlegel (CH 10 / 1931)
- Ludwig Gobet (CH 12 / 1932)
- Willi Huber (CH 16 / 1933)
- Ernst Frick (CH 1 / 1934)
- Robert Aeby (CH 1 / 1941)
- Harry Koch (CH 9 / 1952)
- Bruno Brizzi (CH 5 / 1958)
- Kurt Armbruster (CH 6 / 1963)
- Werner Leimgruber (CH 10 / 1964)
- Bruno Bernasconi (CH 3 / 1966)
- Pier Angelo Boffi (CH 10 / 1970)
- Peter Meier (CH 1 / 1971)
- Max Heer (CH 3 / 1973)
- Petar Alexandrov (BG 26 / 1987)
- Heinz Barmettler (CH 1 / 2009 sowie Dom. Rep. 10 / 2012)

## Feldhandball
Die Feldhandballsektion wurde Ende der 1920er-Jahre, als eine der ersten der Stadt Zürich, gegründet. Sie nahmen an der ersten Zürcher Meisterschaft 1930 teil und wurden dabei zweite. Sie waren Ausrichter dieser ersten Meisterschaft. Zwischen 1929 und 1933 waren sie Ausrichter des Zürcher Handball-Turniers. Sie nahmen an der zweiten Saison 1933/34 der Schweizer Meisterschaft teil. Dies war die einzige Teilnahme. Es wurden keine Aktivitäten nach der Saison 1933/34 gefunden.